# 勤王
勤王，原指君主制國家中君王有難，而臣下起兵救援君王（皇帝）。如唐朝駱賓王的《為徐敬業討武曌檄》：「倘能轉禍為福，送往事居，共立勤王之勛，無廢大君之命，凡諸爵賞，同指山河。」
君主有詔勤王時，全國都會有人響應；君主沒詔令勤王時，野心者就會矯詔勤王。能夠獲得勤王詔令，相當於獲得了起事的資本。
古中國有許多勤王例子，但多為以此作藉口以攻入朝廷及皇宮。如西晉八王之亂。唐朝的李克用和朱溫兩人都多次勤王，成為他們爭奪天下的藉口。
另一常見的反叛藉口是「清君側」，意指起兵掃除君王（皇帝）身邊的小人、奸佞。若有人以「清君側」口號起事，便可能會有使用勤王為號召的對抗者。

## 关联条目
- 靖难
- 清君側
- 尊王攘夷
- 勤王運動